# Kalli Hufstadt
Karl-Heinz „Kalli“ Hufstadt (* 11. Januar 1941 in Mönchengladbach; † 28. Januar 2004 ebenda) war ein deutscher Motorsportkommentator und zeitweilig auch Rennfahrer.

## Karriere
Kalli Hufstadt kam 1968 als damaliger Bundeswehr-Hauptmann per Zufall dazu, ein Flugplatzrennen zu kommentieren und fand so zu seinem neuen Beruf. Er kommentierte als Streckensprecher bis zu seinem Tod durch einen Herzinfarkt alle Rennen der alten und neuen DTM und ITC sowie die neueren Formel-1-Rennen auf dem Nürburgring und dem Hockenheimring.
Von 1972 bis 1980 bekleidete er den Posten des Pressesprechers bei BMW und fuhr in den Jahren 1976 und 1977 auch Tourenwagenrennen für den bayrischen Automobilkonzern.
Im Oktober 1981 stellte Kalli Hufstadt auf einer modifizierten Suzuki GSX 1100 zusammen mit anderen Fahrern auf der Hochgeschwindigkeitsstrecke von Nardo in Italien mehrere damalige Geschwindigkeitsrekorde für Motorräder auf, darunter über 1.000 Kilometer mit einer Durchschnittsgeschwindigkeit von 233,250 km/h.

## Varia
Der Morgen des Renntages wurde von ihm traditionell durch Spielen des Liedes Morning Has Broken auf einer Mundharmonika eröffnet. Um ihm ein ehrendes Andenken zu schaffen, wurde 2006 der Streckensprecherturm des EuroSpeedway Lausitz nach ihm benannt.